# Ernst Hildebrand

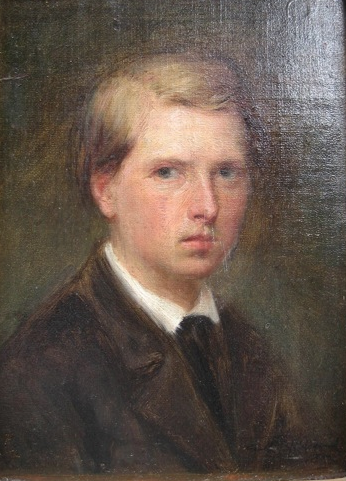
Ernst Hildebrand, tidigt självporträtt (1855)

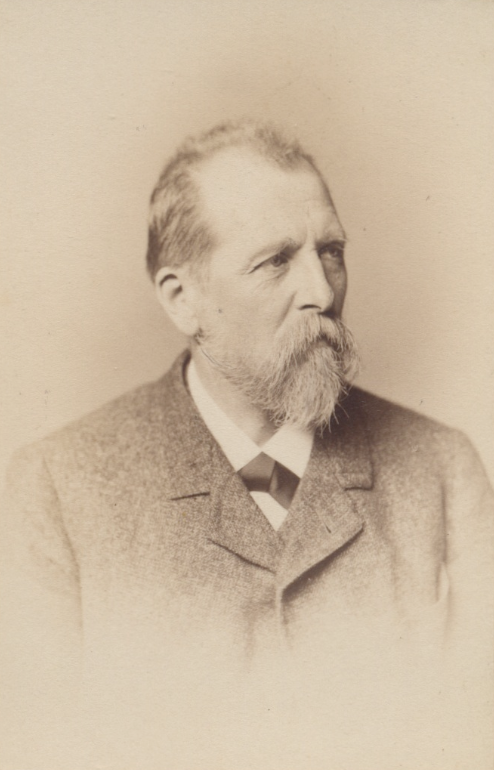
Ernst Hildebrand (1887)

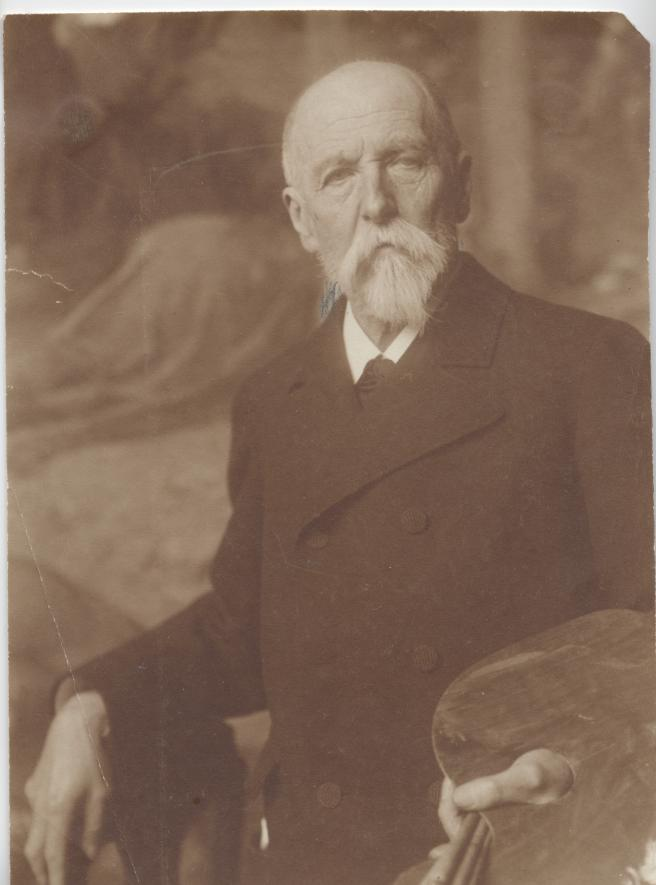
Ernst Hildebrand vid 80 års ålder, i bakgrunden Korsfästelsen (1913).

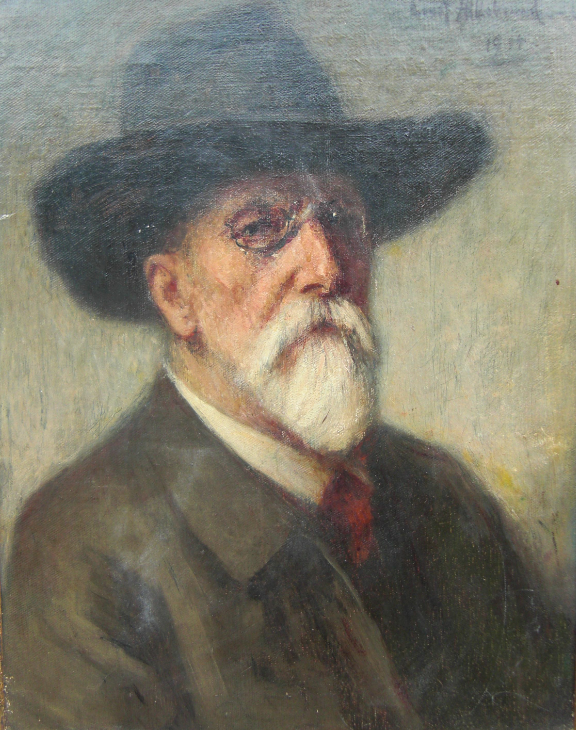
Ernst Hildebrand, sent självporträtt (1914)

Ernst Hildebrand, född den 8 mars 1833 i Falkenberg/Heideblick, död den 17 november 1924 i Berlin, var en tysk historie- och porträttmålare.
Hildebrand studerade i Berlin med avbrott för en studievistelse i Paris 1861-1862. 1875 utnämndes han till professor vid konstskolan i Karlsruhe. 1880-1885 lärare vid konstakademin i Berlin. 
Av hälsoskäl avsade han sig den akademiska undervisningen 1885, förblev dock akademimedlem.
Han har målat porträtt, genrer, historiska bilder: Tullia kör över sin faders kropp (1886, rådhuset i Berlin), Drottning Luise på flykt (1889, Nationalgalleriet), Kristus på Oljeberget (1896), Kristi korsfästelse (1910).
Ernst Hildebrands bror Max konstruerade optiska instrument.

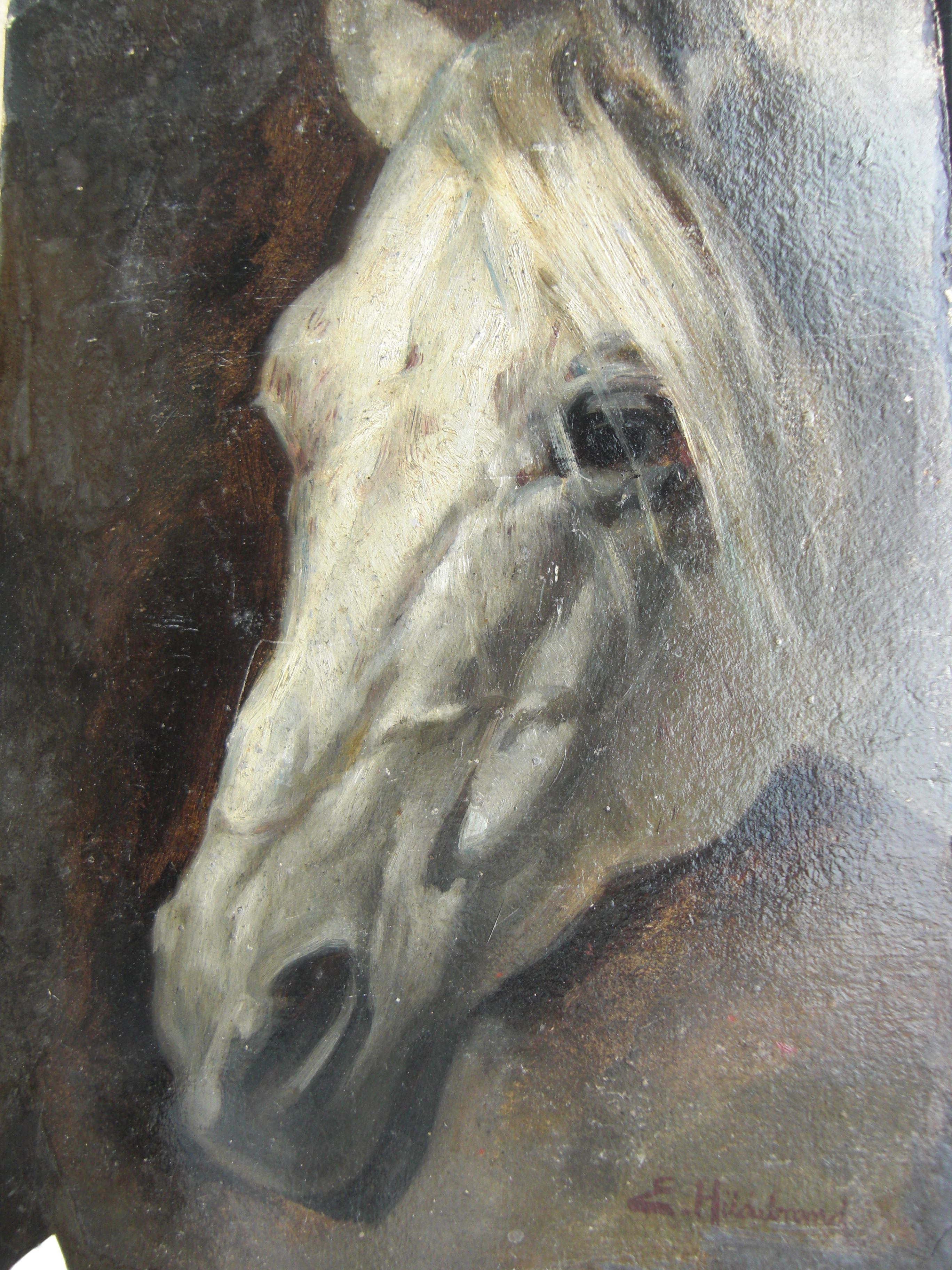
Ponnyhuvud, elevarbete hos Carl Steffeck (1857).
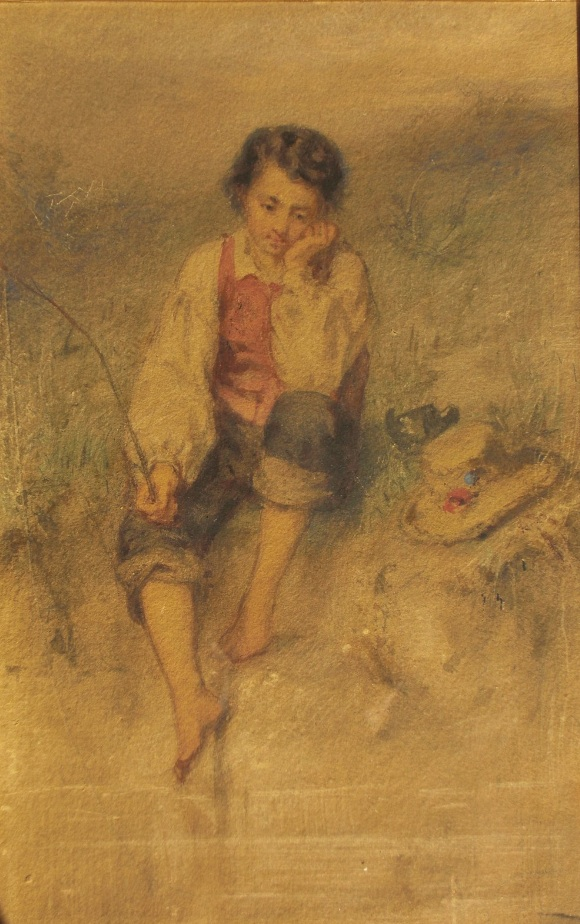
Dagdrömmande metare (1858).
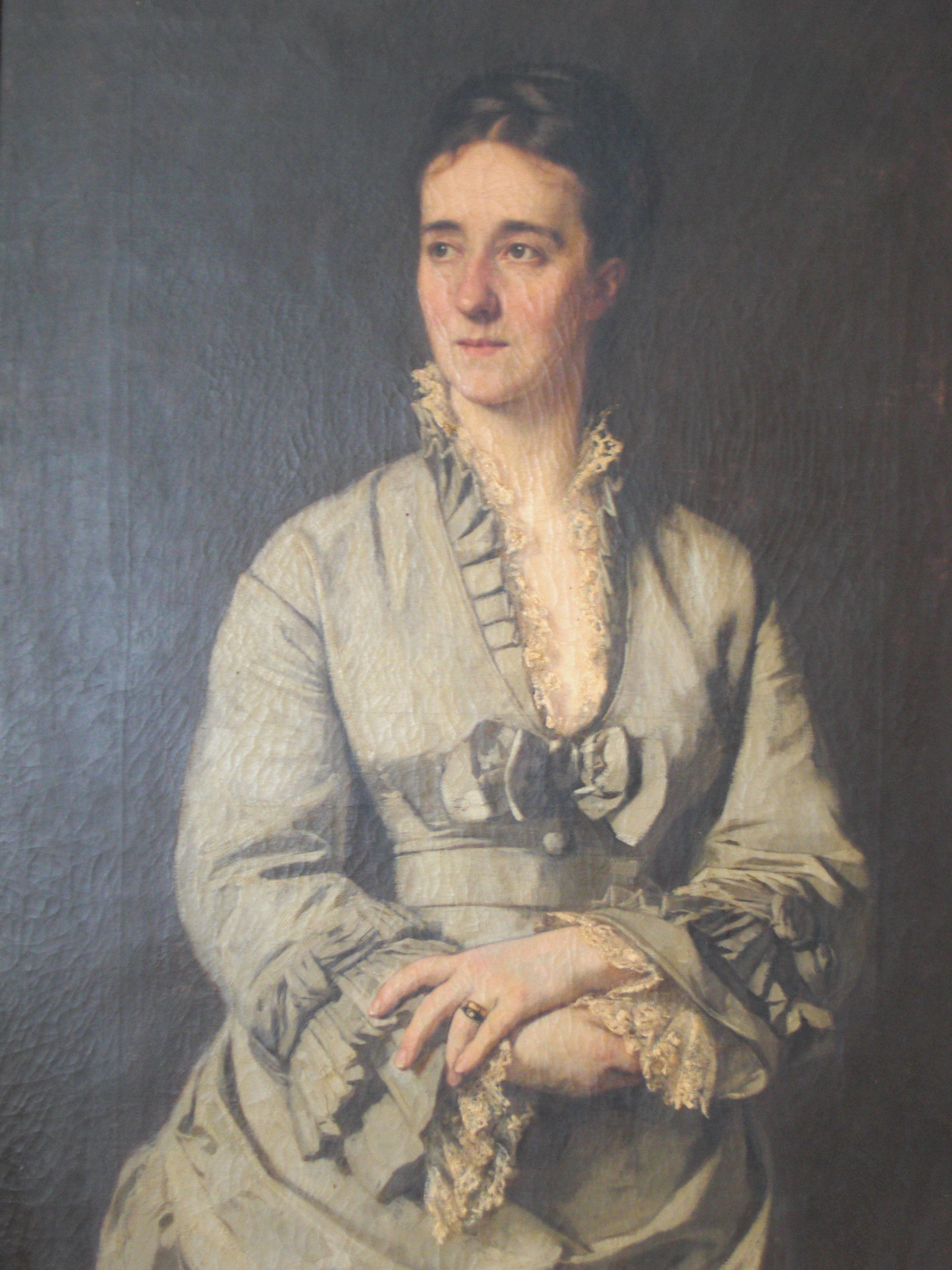
Margarethe (1836-1909), konstnärens hustru (1875).
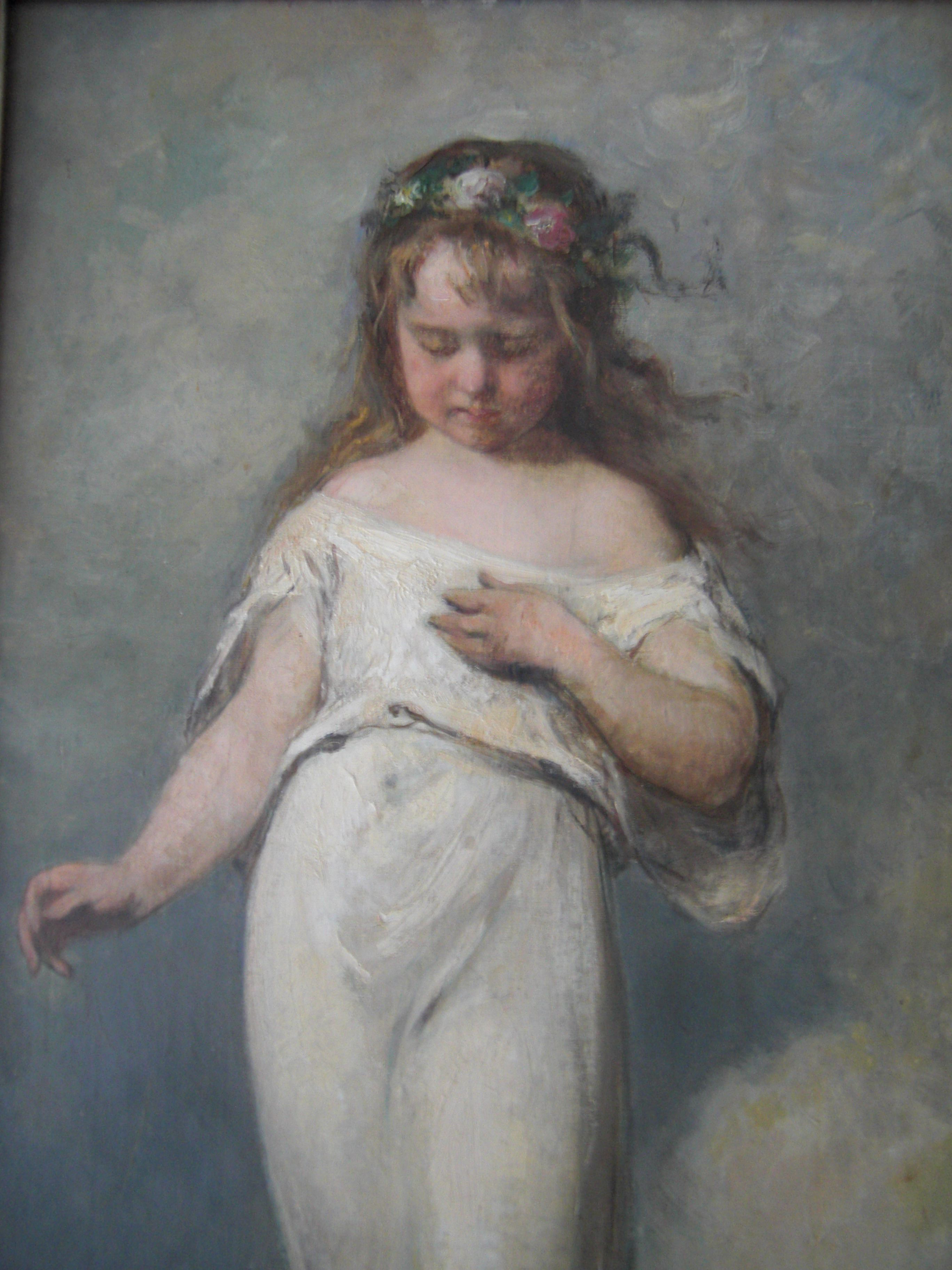
Eliabeth (1871-1879), konstnärens dotter (1880)
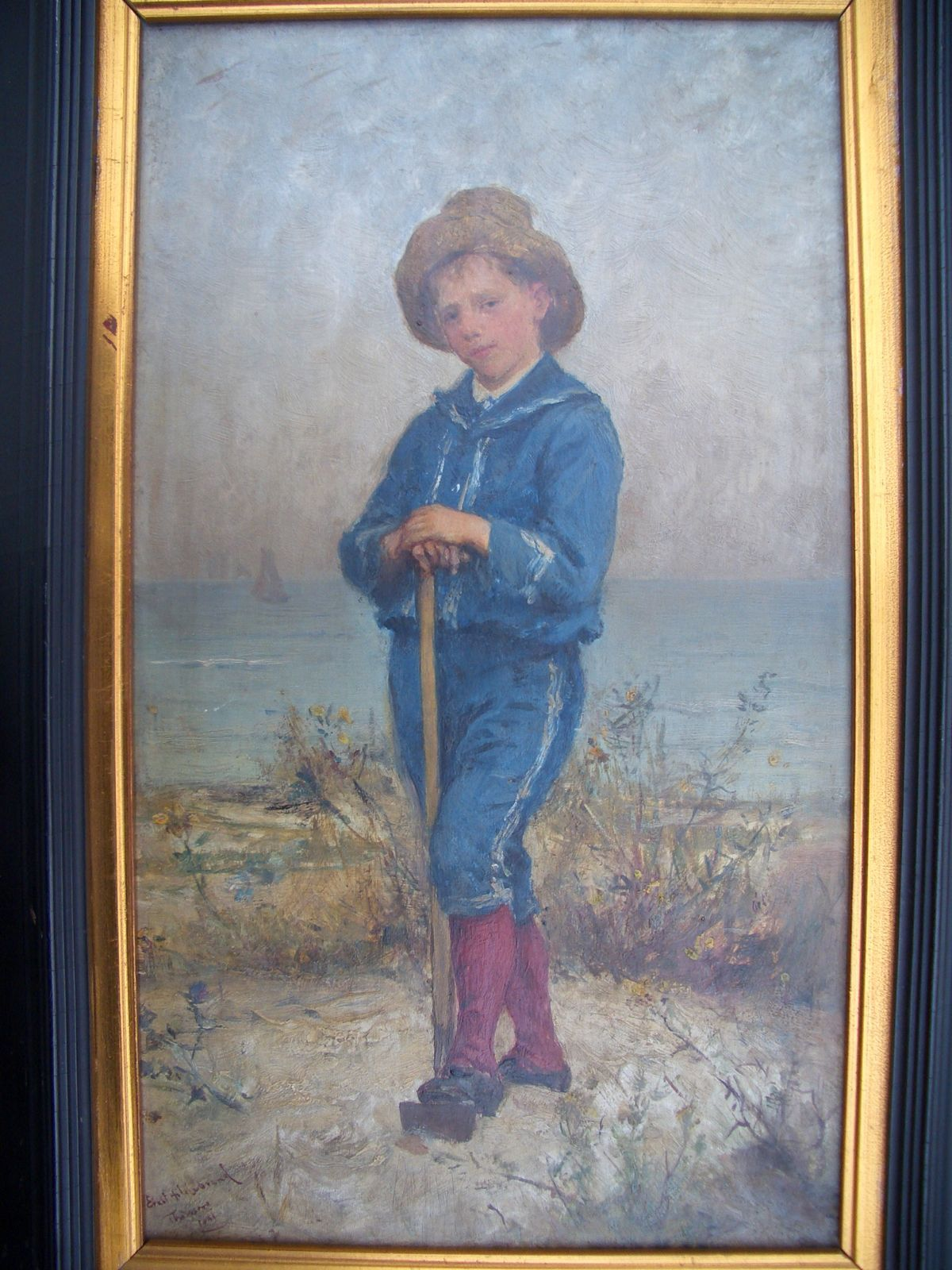
Walter (1873-1923), konstnärens son (1881)
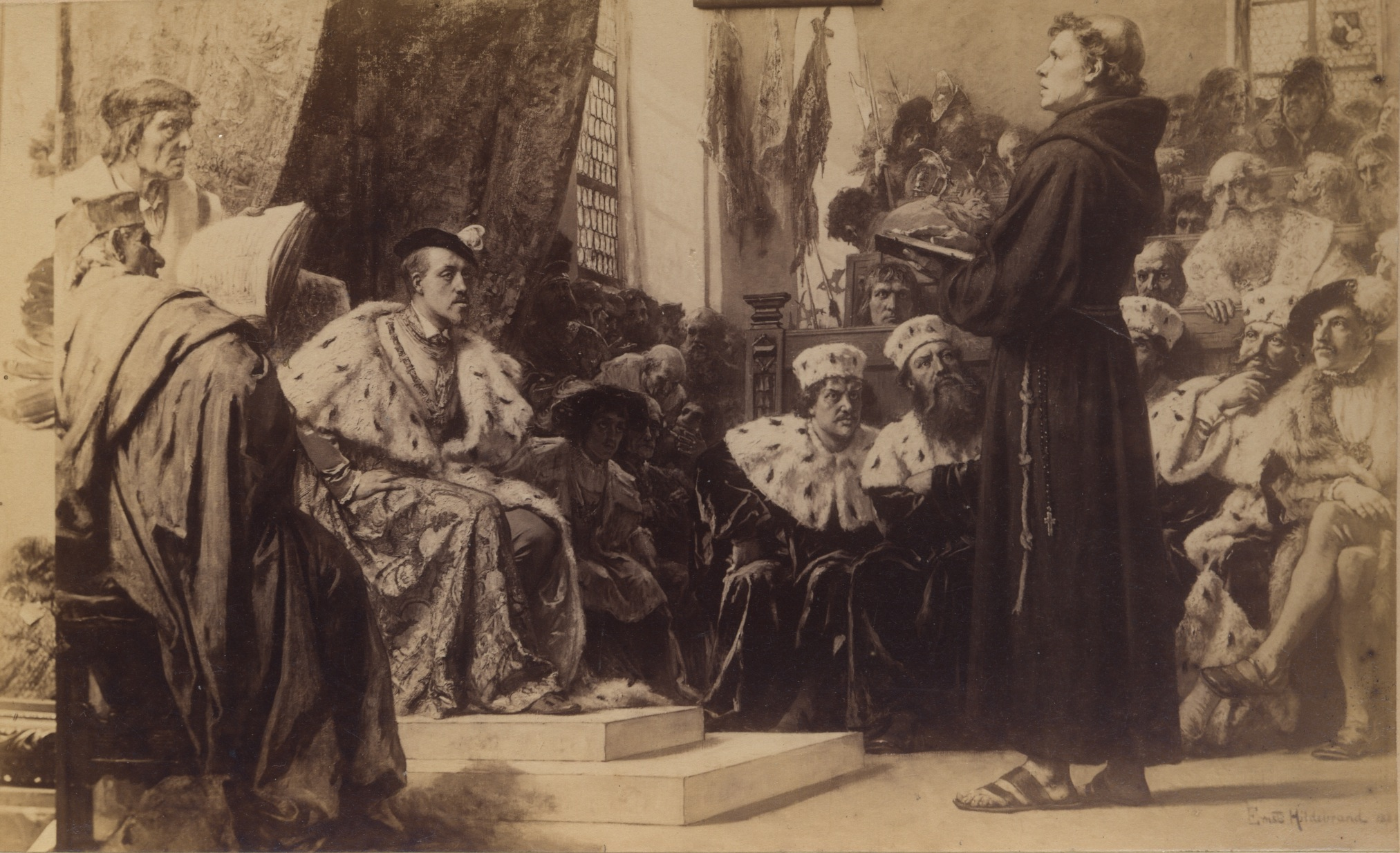
Martin Luther inför kejsar Karl V i Worms 1521. (Del av Luthercyclus i Ratsgymnasium i Bielefeld (1891-93).
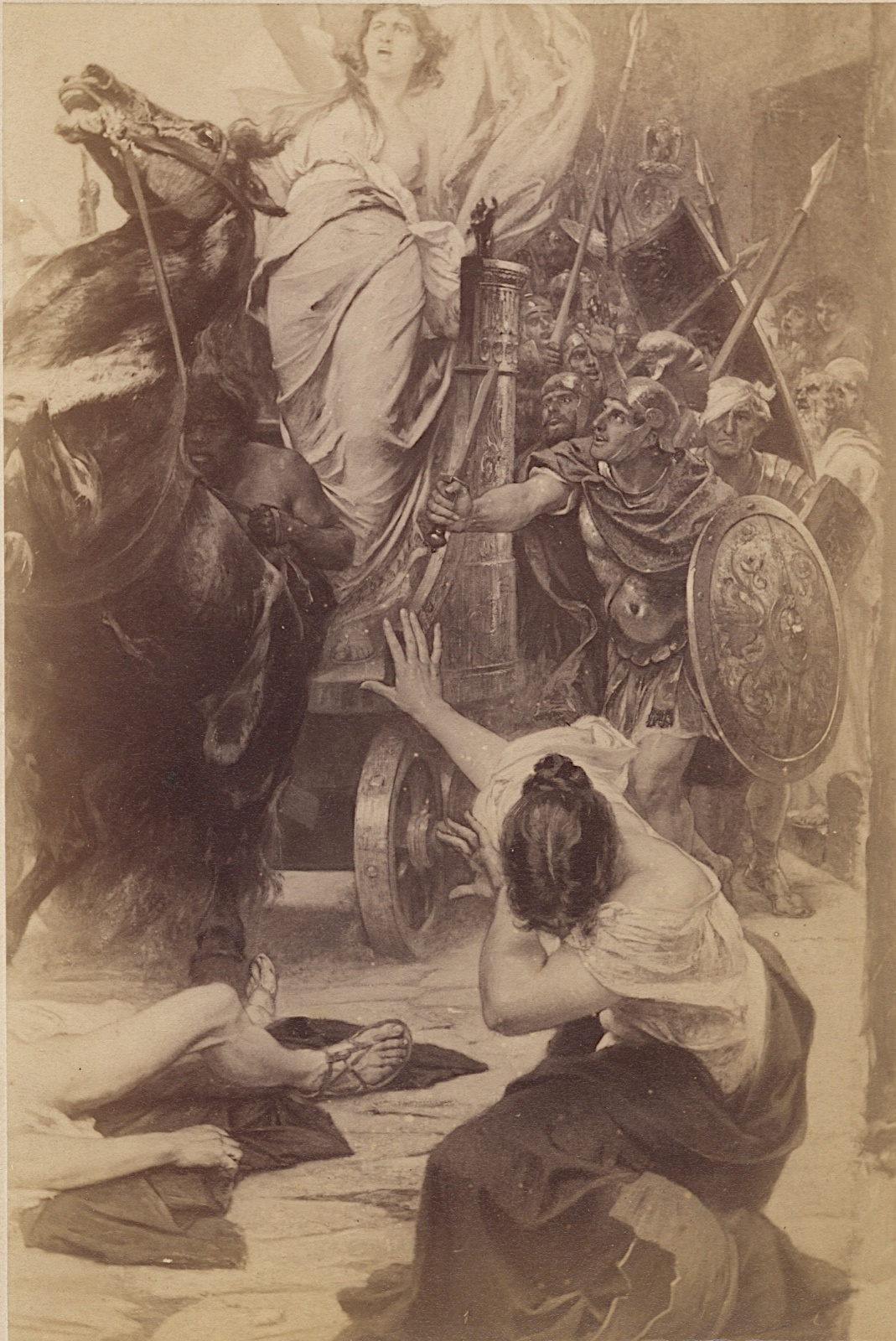
Tullia, utsnitt (1886, rådhuset Berlin, totalförstörd 1944).
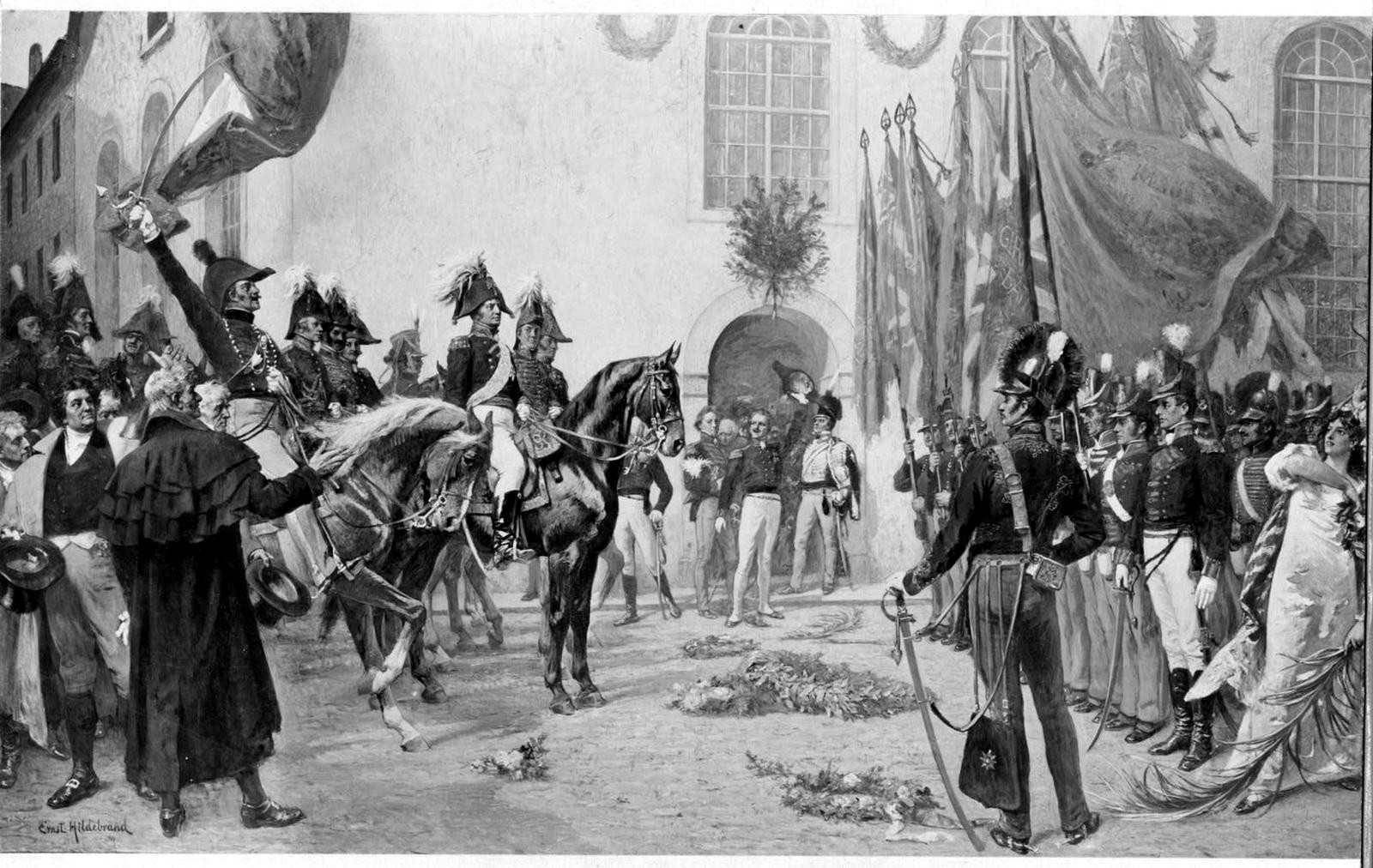
King’s German legion återför sina regementsfanor till garnisonskyrkan i Hannover 1916. Huvuddel av väggmålning i "Ständehaus" i Hannover (1888-), totalförstörd 1944.
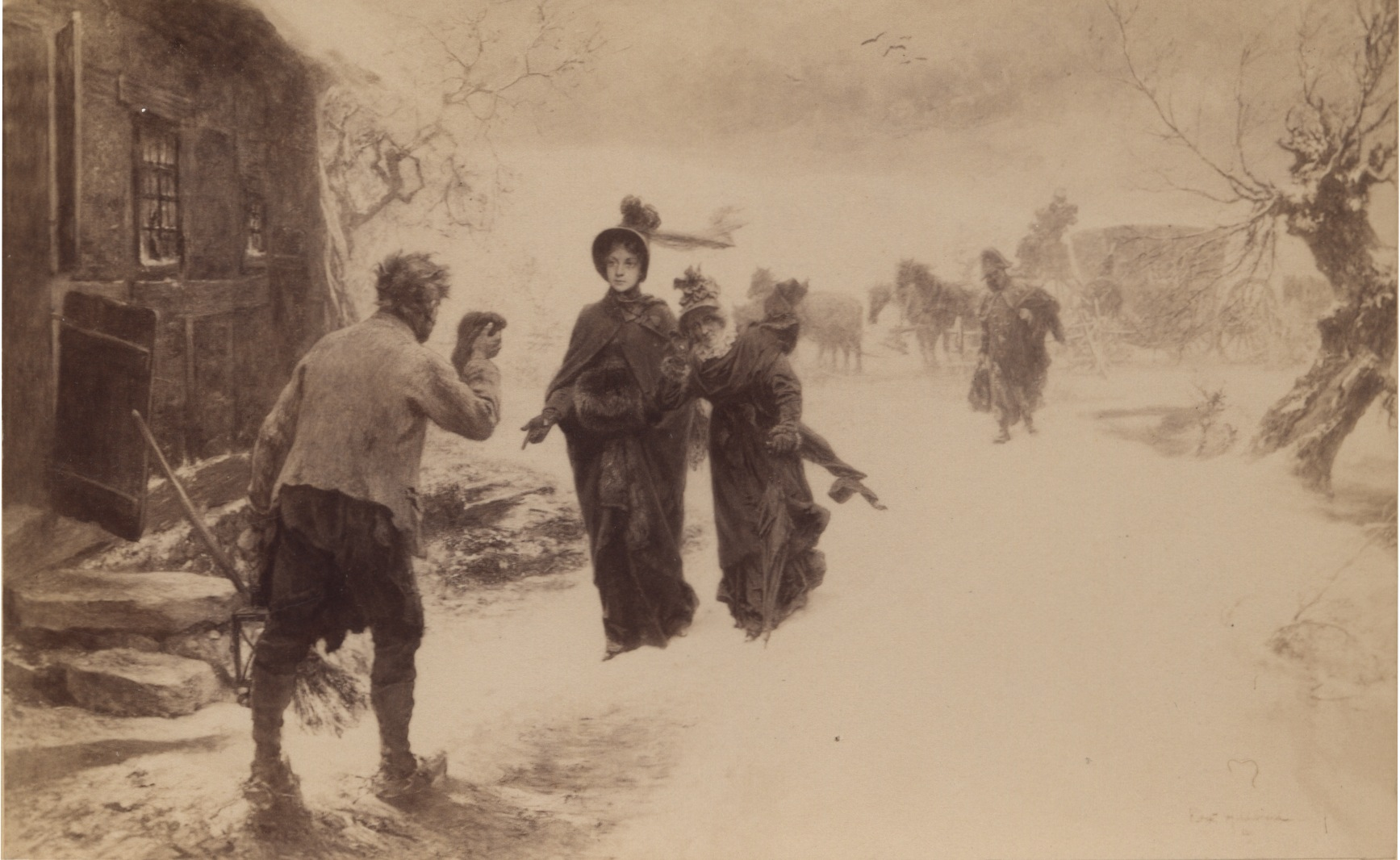
Drottning Luise av Preussen på flykt till Memel undan Napoleon (1889, tidigare Nationalgaleriet i Berlin, saknas efter 1945).
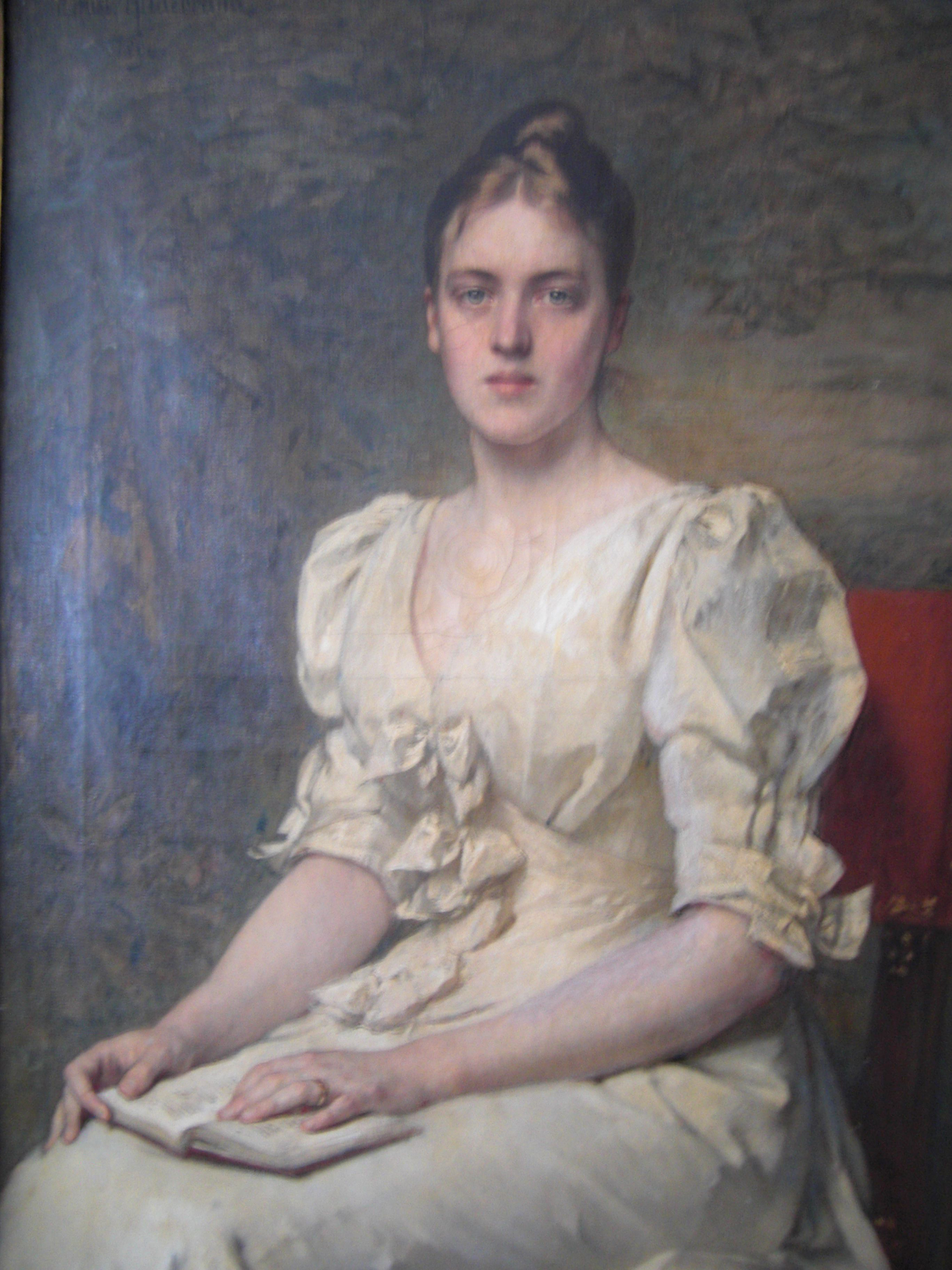
Hedwig (1870-1891), konstnärens dotter (1891).
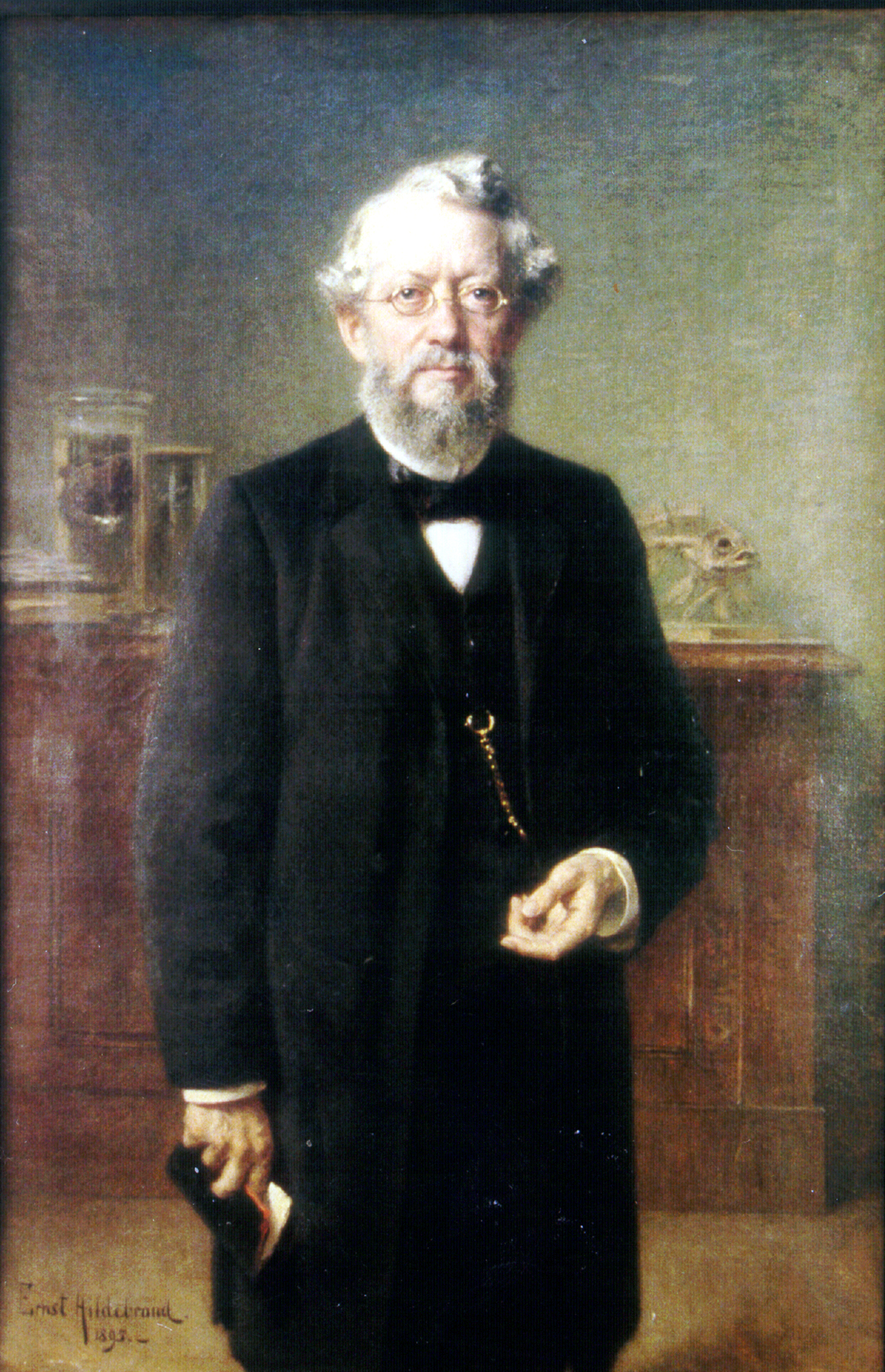
Professor Karl Möbius (1895), Berliner Museum für Naturkunde.
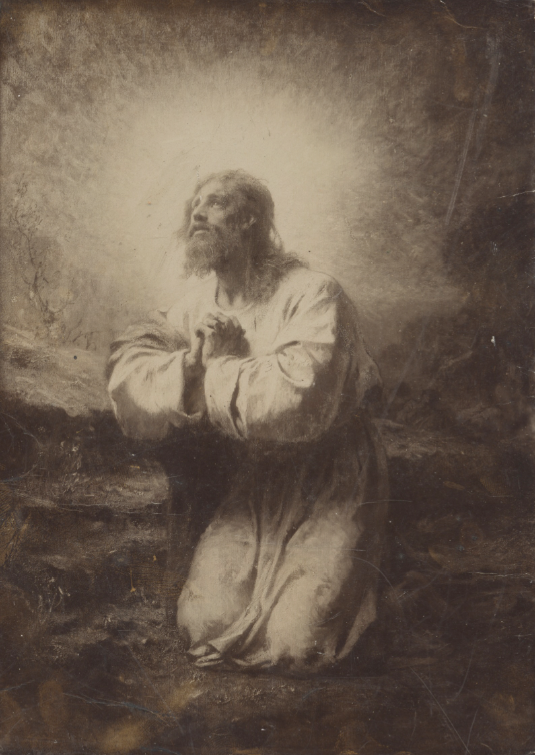
Kristus på Oljeberget (1896).
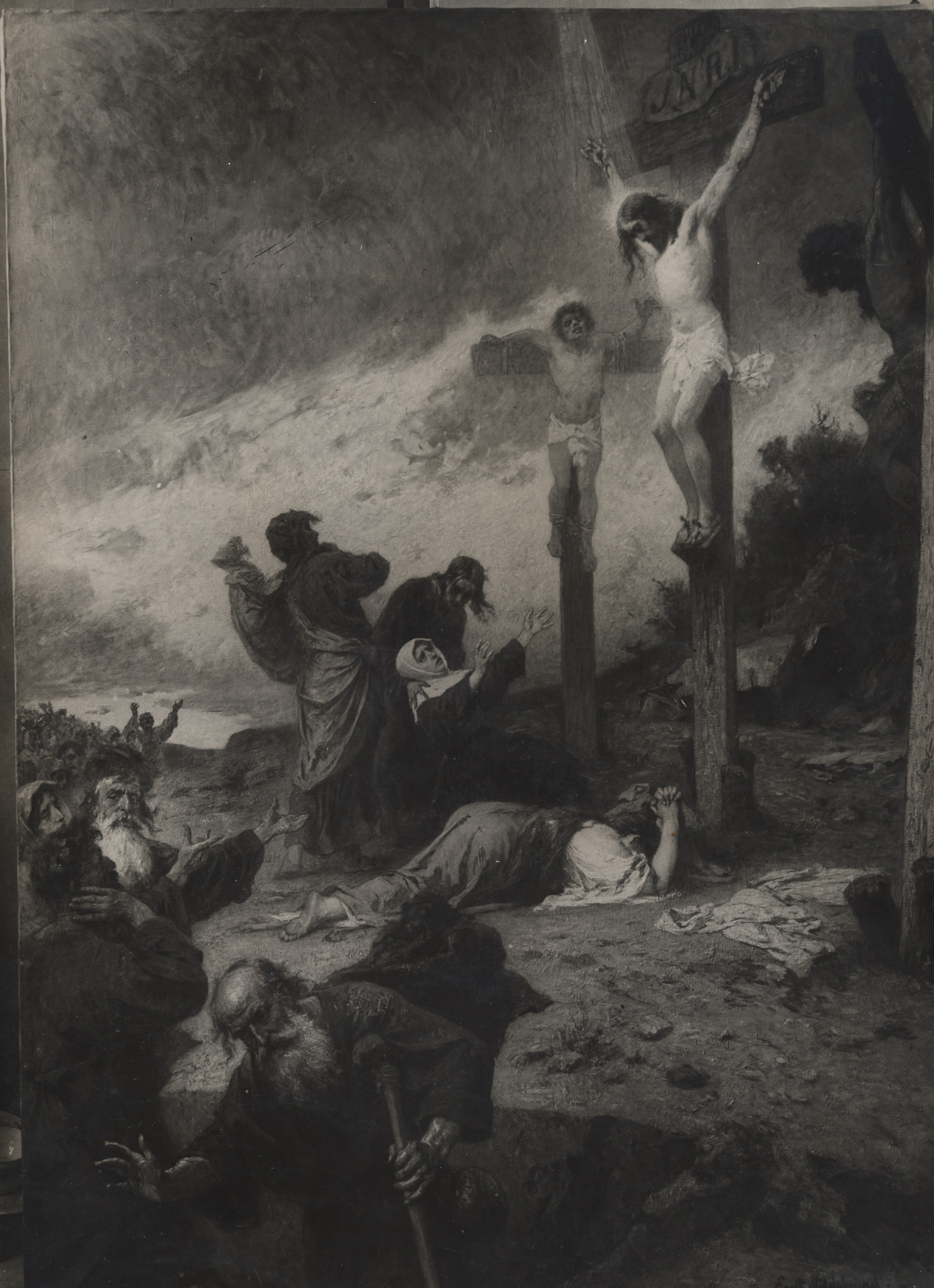
Kristi korsfästelse (1910-1913), numera altartavla i kyrkan i Hillerstorp.